# Ohligser FC 06
Der Ohligser FC 06 (offiziell: Ohligser Fußballclub 06 e.V.) war ein Sportverein aus dem Solinger Stadtteil Ohligs. Die erste Fußballmannschaft spielte ein Jahr in der höchsten niederrheinischen Amateurliga.

## Geschichte
Der Verein wurde im Jahre 1906 in der seinerzeit noch eigenständigen Stadt Ohligs gegründet. Die Mannschaft spielte in den 1920er Jahren in der zweithöchsten Spielklasse und wurden dort 1928 Vizemeister hinter dem Cronenberger SC. Im Jahre 1931 stieg die Mannschaft in die seinerzeit erstklassige Bezirksliga Berg/Mark auf. Der vorletzte Tabellenplatz reichte nicht zum Klassenerhalt.
Nach dem Ende des Zweiten Weltkriegs wurde in der Saison 1945/46 eine Solinger Stadtmeisterschaft ausgespielt, die der OFC mit 6:3 gegen den VfL Wald gewann. Damit qualifizierte sich die Mannschaft für die Bezirksliga Berg/Mark, aus der sie prompt abstieg. Es folgte der direkte Wiederaufstieg in die zwischenzeitlich eingeführte Landesliga, der seinerzeit höchsten Amateurliga am Niederrhein. Die Mannschaft wurde in der Saison 1948/49 Achter.
Am 3. September 1949 fusionierte der Ohligser FC 06 mit dem VfR Ohligs und dem VfL Ohligs 1912 zu Union Ohligs. Hieraus wurde 1974 die SG Union Solingen. Am 7. Dezember 2010 wurde der OFC Solingen gegründet, der sich in der Tradition des Ohligser FC 06 sieht. Am 25. Juni 2018 benannte sich der Verein in 1. FC Solingen um.